# David Zinman
David Zinman (ur. 9 lipca 1936 w Nowym Jorku) – amerykański dyrygent i skrzypek.

## Życiorys
Studiował grę na skrzypcach w Oberlin Conservatory oraz teorię muzyki i kompozycję na Uniwersytecie Minnesoty, gdzie uzyskał tytuł M.A. w 1963, a następnie zajął się dyrygenturą w Tanglewood. W latach 1958–1964 współpracował  z Pierre’em Monteux, od 1961 jako jego asystent.
Był drugim dyrygentem w orkiestrze Netherlands Chamber Orchestra (1965–1977), a następnie pierwszym dyrygentem w orkiestrze Rotterdam Philharmonic Orchestra (1979–1982).
W Stanach Zjednoczonych był dyrektorem muzycznym Rochester Philharmonic Orchestra (1974–1985). Równocześnie przez dwa lata był pierwszym dyrygentem gościnnym Baltimore Symphony Orchestra, zanim został dyrektorem muzycznym tej orkiestry w 1985. Pod koniec swojej kadencji, w 1998 otrzymał honorowy tytuł Conductor Laureate baltimorskiej orkiestry. Jednakże w 2001 zrzekł się tego tytułu w proteście przeciwko zbyt konserwatywnemu programowi orkiestry, który był realizowany w latach po jego odejściu.
W 1992 nagrał III Symfonię Henryka Mikołaja Góreckiego z udziałem sopranistki Dawn Upshaw i London Sinfonietta. Płyta stała się międzynarodowym bestsellerem.
W 1998 Zinman był dyrektorem muzycznym Festiwalu Ojai, funkcję tę dzielił z pianistką Mitsuko Uchidą. W tym samym roku został mianowany dyrektorem muzycznym Aspen Music Festival and School, gdzie założył i prowadził American Academy of Conducting aż do swojej gwałtownej rezygnacji w kwietniu 2010.
Od 1995 był dyrektorem muzycznym Tonhalle Orchester w Zurychu. Zapoczątkował tam innowacyjny cykl wieczornych koncertów Tonhalle Late, umieszczając klasyczny repertuar muzyki poważnej w scenerii nocnych klubów. Dyrygował Tonhalle Orchestra podczas jej debiutanckiego udziału w The Proms w 2003. Koncertem podczas The Proms 21 lipca 2014 Ziman zakończył współpracę z orkiestrą.
Kawaler francuskiego Orderu Sztuki i Literatury (2000). W 2015 został uhonorowany prestiżową nagrodą Echo Klassik Award w kategorii Conductor of the Year (dyrygent roku).